# Škofijska klasična gimnazija, Ljubljana
Škofijska klasična gimnazija, s sedežem  v Šentvidu v Ljubljani, je zasebna klasična gimnazija in ena od treh škofijskih oz. štirih katoliških gimnazij v Sloveniji (poleg nje tudi Škofijska gimnazija Antona Martina Slomška v Mariboru in Škofijska gimnazija Vipava ter salezijanska Gimnazija Želimlje). Nahaja se v sklopu Zavoda sv. Stanislava.

## Ozadje
Leta 1898 se je Anton Bonaventura Jeglič iz Sarajeva vrnil v Ljubljano, kjer so ga izvolili za ljubljanskega knezoškofa. Ljubljana ob njegovem prihodu ni bila več taka kot pred šestnajstimi leti, ko jo je zapustil. Med katoliško in liberalno stranko so bila velika nasprotja, katere najbolj glasni podpornik je bil Ivan Tavčar, ki je bila za strogo ločitev Cerkve od države in proti vmešavanju Cerkve v politiko. Cerkev je bila v tistih časih politično močna in škof je imel velik vpliv.
Močna opozicija Narodne napredne stranke-liberalcev in kranjskih Nemcev Katoliški narodni stranki, porast števila posvetnih intelektualcev, med katerimi so prevladovale predvsem liberalne ideje, mladi študentje, ki so se navduševali nad socializmom, vse to je potrdilo škofove namere, da bi bilo treba ustanoviti gimnazijo, na kateri bi se izobraževali bodoči duhovniki, kot tudi krščanski laiki.
Škof Jeglič je 30. avgusta 1898 v glasilu Škofijski list, ki je bilo namenjeno duhovnikom, posredoval svojo zamisel o izgraditvi katoliške gimnazije in jih prosil, naj o njej razmišljajo in mu pomagajo. Duhovnikom je bila zamisel o katoliški gimnaziji všeč in so želeli zgraditi tudi konvikt, vendar so izražali dvome, saj so bili nekateri mnenja, da je projekt težko izvedljiv.

## Zgodovina

### Začetki
Škof Jeglič se je hotel seznaniti s podobnimi modernimi ustanovami, zato je obiskoval podobne zavode po Avstro-Ogrski monarhiji. Svojo zamisel predstavil tudi papežu, ki jo je sprejel z navdušenjem, jo odobril in blagoslovil. Najbolj pomembna pa je bila naklonjenost cesarja Franca Jožefa, ki je gradnjo odobril. Deželni parlament pa je za pogoj postavil da zbiranje denarja ni od hiše do hiše.
Jegličeva želja je bila da bi zgradil katoliško gimnazijo, kjer bi poučevali profesorji-duhovniki, ki bi bila skupaj s semeniščem, v katerem bi bilo prostora za vsaj 200 dijakov. Gimnazijo si je zamislil na zemljiščih škofijske pristave pri sv. Petru v Ljubljani, vendar so bila na tistem območju v mastnem načrtu predvidene in ker so ljubljanski liberalci močno pritiskali na škofa, je ta načrt opustil. Kmalu je knezoškof našel nov prostor, malce oddaljen od središča Ljubljane, v Šentvidu. Tam je Jeglič odkupil zemljišče velikost 91.200 m2. Zemljišče se mu je zdelo primerno tudi zaradi oddaljenosti od mestnega vrveža, saj je potreben mir za delovanje izobraževalnega zavoda.

### Priprave za zidanje
Za gradnjo tako velike stavbe je škof Jeglič potreboval izkušenega arhitekta in ko je v Sarajevu spoznal slovečega arhitekta Josipa pl. Vancaša, se mu je ta zdel pravi za to delo. Vancaš je delo sprejel in ker si je želel Jeglič modernega zavoda, si je arhitekt ogledal najboljše in najmodernejše katoliške gimnazije v sosednjih deželah. Ko je Vancaš škofu predložil osnovni načrt, ga je ta navdušen sprejel in odobril.
Za bodoče profesorje se je prijavilo dovolj duhovnikov, ki jih je škof Jeglič v študijskem letu 1899/1900 poslal na univerzitetni študij na Dunaj, kjer so se izpopolnili v različnih študijskih smereh. Zaradi spremembe načrtov, ki so bili prvotno narisani za območje sv. Petra in so jih bili primorani spremeniti in zaradi mnogih drugih težav, ki so jih imeli, se je začetek gradnje prestavil za skoraj leto. 
Škof Jeglič je imel natančno izdelan proračun, po katerem so delo točno nadzirali. Po tem proračunu so bili stroški izgradnje zavoda 1.216.000 kron, vendar v to številko ni bilo všteto delo arhitekta, vodovod, razsvetljava, nakup zemljišča in pohištva. Za plačilo tega bi škof potreboval še milijon in pol kron. Zato je začel pospešeno zbirati sredstva. Odločil se je prodati pristavo, na kateri je mislil najprej graditi, odslovil je oskrbnika škofijskih zavodov in namestil novega, ki mu je obljubil, da bo iz gozdov iztržil več, najel pa je še posojilo, vredno 600.000 kron, ki ga je intabuliral na gornjegrajske gozdove.

### Zidanje
Iz razjasnitve predloženih in predvidenih prihodkov je bil škof mnenja, da se lahko začne gradnja. Razpisal je prve ponudbe. Sklenil je ugodne pogodbe za opeko, pesek, traverze in apno. Za zidanje so ponudbe predložili: Janez Holz, Tönnies, Kranjsko stavbinsko društvo in Simon Tres. Za vodovod so našli studence za pravšnjo količino vode, ki jo bodo potrebovali in analiza je potrdila, da je voda čista in zdrava.
Ko so bila pripravljala dela končana, je 1. maja 1901 sledil komisijski ogled gradbišča. Zidati so začeli 20. maja 1901, ko je šentviški župnik blagoslovil gradbišče. Glavna zidarska dela je prevzelo podjetje Holz, ki je takoj začelo urejati prva zemeljska dela. Najprej je bilo treba izkopati zemljo za kleti in temelje. Delo je hitro napredovalo in že čez mesec so lahko začeli zidati temelje. Ko so bili temelji dokončani, je škof 16. julija 1901 slavnostno položil temeljni kamen. Konec leta 1901 je bila sprednja stran zavoda – gimnazija že pod streho, saj so bili vremenski pogoji zelo ugodni in so zgradili več, kot so pričakovali.
Spomladi leta 1902 se je gradnja nadaljevala. Do 26. julija so ob sprednjem gimnazijskem delu izgradili še desno »semeniško« krilo. Z ogromnimi izdatki je gradnja tudi naslednje leto potekala hitro. Zidali so slavnostno dvorano, kapelo, ter ometavali zidove od zunaj in znotraj. Ker pa je začelo primanjkovati denarja, so bili primorani vzeti posojila, saj so dodatna dela, kot so vodovod, kanalizacija in razsvetljava zahtevala vedno večja sredstva. Leta 1904 so obrtniki nadaljevali z notranjimi deli, ki so jih povečini dokončevali v letu 1905. Potrebno je bilo dokončati slikarska in pleskarska dela, postavili oltarje v kapelah in tlakovati pode. Jeglič, katerega prvotni načrt je bil, da bi gimnazijo odprl že leta 1904, je imel resen namen, da bi odprl vse štiri razrede že septembra 1905 leta, vendar je na prigovarjanje profesorjev in vzgojiteljev načrt opustil. Zaradi pomanjkanja sredstev so dokončno izgradnjo levega dela, t. i. konvikta preložili na poznejši čas. Marca leta 1909 so z izgradnjo levega dela  nadaljeval, končali pa so leta 1910.

### Gimnazija
16. septembra 1905 so se sprejeti dečki prvič zbrali v zavodu. Naslednji dan je škof Jeglič blagoslovil kapelo in posvetil prvi oltar. 21. septembra 1905, na dan sv. Mateja, je bilo slovesno odprtje in s tem se je tudi začel pouk. Bila je prva gimnazija, ki je poučevala v slovenskem jeziku in tudi matura leta 1913 je bila zgodovinska, saj so jo dijaki prvič v zgodovini opravljali v slovenskem jeziku.
Ko je bil v Bosni leta 1914 umorjen avstro-ogrski prestolonaslednik in se je začela vojna, se je knezoškof Jeglič odločil odzvati na razglas, kjer notranje ministrstvo naproša tiste, ki niso bili vpoklicani, naj poskrbijo za ranjence, saj je vedel, da je zavod zelo vabljiv za vojaške oblasti. Ker pa je želel, da ne bi zasegli vsega zavoda in da bi lahko gimnazija nadaljevala s poukom, je škof raje sam ponudil zavod.  Pouk je nemoteno deloval. V tistem času je bilo na gimnaziji okoli 350 dijakov, katerim se je leta 1915 pridružilo tudi 50 dijakov iz goriške gimnazije. Ker pa se je število ranjencev večalo, so dijake preselili v izpraznjeno ljudsko šolo v Šentvidu. Ker pa je Avstro-Ogrska potrebovala vedno več vojske, je iskala vojake med vedno mlajšimi. Med njimi so bili tudi starejši dijaki Škofovih zavodov.
Po vojni je bila šola od 15. marca do 22. maja 1918 zaradi pomanjkanje hrane zaprta. Pomanjkanje hrane je bil problem celotne monarhije in v zadnjih tednih vojne se je pojavila španska gripa, zaradi katere so v zavodu oktobra 1918 umrla dva profesorja in pet dijakov. Zaradi vseh teh pretresov je začelo naraščati nezadovoljstvo dijakov, zato je škof Jeglič vpeljal telovadno organizacijo Orel in dovolil ustanovitev »Dijaške zveze«. Začeli so se pojavljati problemi v zbornici; nekateri so zastopali tradicionalne, konzervativne metode, mlajši profesorji pa so bili za bolj napredne, liberalne spremembe. 
Ko se je začela druga svetovna vojna, je zavod prišel najprej pod italijanske roke. Italijani so zavzeli pritlične prostore – tam so namestili italijanske vojake, ki naj bi jih bilo nekaj več kot tisoč, pouk pa je še vedno potekal v zgornjih nadstropjih. 26. aprila sta prišla dva pripadnika nemške tajne policije in najavila Italijanom, da se morajo umakniti. Dva dni kasneje sta prišla k upravitelju dva gestapovca in sta od Antona Breznika, ravnatelja gimnazije, zahtevala da profesorji in prefekti zapustijo zavod v eni uri, dijaki pa v roku dveh ur. Popisali so ves šolski inventar, ga večino zaplenili, dijake pa prepustili, da so se sami znašli. Po izgonu iz Šentvida je prišel Zavod sv. Stanislava v Baragovo semenišče v Ljubljano. Tam so stanovali dijaki, prefekti in večina profesorjev. Ker niso imeli učil in urejenih sob, so jim uršulinke odstopile prostore in dale na razpolago svoja učila. Mnogi izmed starejših dijakov so vstopili v domobranske vrste, zato so bili razredi prazni in pouk ni potekal redno. 
Škofijska gimnazija je bila uradno ukinjena 5. junija 1945, prostore zavoda pa je zasedla jugoslovanska armada. Tu je bilo taborišče in zbirališče zapornikov. Kasneje so zavod uporabljali kot vojašnico vse do začetka devetdesetih let 20.stoletja. 

## Vračanje zavoda
Prvi dokument, ki je povezan z vračanjem Zavoda sv. Stanislava je bil izdan 18. oktobra 1990 in ga je podpisal ljubljanski nadškof dr. Alojzij Šuštar. V dokumentu je zapisano, da je bil zavod z vsem zemljiščem odvzet ljubljanski nadškofiji.
Prvi uradni pogovor o vračanju zavoda je bil 1. oktobra 1991, ko je obrambni minister Janez Janša sprejel nadškofa dr. Alojzija Šuštarja. Minister je pokazal pripravljenost in škofu obljubil, da bo preučil situacijo.
Na seji Zbora svetovalcev 20. novembra 1991 je nadškof dr. Alojzij Šuštar že poročal, kako mu je minister Janša 13. novembra 1991 obljubil, da bodo škofovi zavodi vrnjeni ljubljanski nadškofiji.
10. aprila 1992 je ljubljanska nadškofija od Ministrstva za obrambo prevzela zgradbo Zavoda sv. Stanislava. Za ekonoma je bil imenovan duhovnik Štefan Pavli. Obnova zavoda se je začela leta 1993, ko je bil na razpisu za najugodnejšega ponudnika izbrano podjetje SCT. Podjetje je v petih mesecih obnovilo najbolj pomembne stvari tako da se je lahko jeseni 1993 začel pouk za prvo generacijo obnovljene Škofijske klasične gimnazije.

## Organizacija pouka in učni načrt
Vsak letnik na gimnaziji ima pet ali šest oddelkov; v oddelku je do 32 dijakov. Šolsko leto je razdeljeno na dve ocenjevalni obdobji. Pouk se začne 1. septembra in konča v zadnjem tednu junija. Maturanti končajo pouk konec maja, potem se pripravljajo na maturo. Šolska ura traja 45 minut. Med urami so petminutni odmori, glavni odmor z malico traja 45 minut. Vsak dan imajo dijaki sedem ur pouka, le ob sredah šest.
Vsaka razredna skupnost ima matično učilnico, kjer ima tudi večino pouka. Prvi in drugi letnik imata matične učilnice v pritličju, tretji in četrti pa v drugem nadstropju. Pouk poteka tudi v posebnih učilnicah za kemijo, biologijo, fiziko, geografijo, vero in kulturo, glasbo ter v specialnih laboratorijih in računalniški ter multimedijski učilnici.
Dijaki so organizirani v dijaško skupnost, preko katere lahko s predlogi in organiziranjem kulturnih, športnih in družabnih prireditev sooblikujejo življenje na šoli.
Šola vsako leto organizira dan odprtih vrat in informativne dneve, ki omogočajo vpogled v življenje in dejavnosti šole. Ob vpisu dijaki in njihovi starši podpišejo izjavo, s katero se obvezujejo, da bodo upoštevali šolski red in nazorsko usmeritev gimnazije. 
Ob koncu šolanja čaka dijake matura, ki je enotna za vse gimnazije v Sloveniji. Opravljajo jo iz petih predmetov, od katerih so materinščina, matematika in tuji jezik obvezni. Matura je ustna in pisna.